# Півкино (село)
Пі́вкино (рос. Пивкино) — село у складі Щучанського району Курганської області, Росія. Адміністративний центр Півкинської сільської ради.
Населення — 489 осіб (2010, 535 у 2002).
Національний склад станом на 2002 рік: росіяни — 90 %, також башкири.